# 甘肃省农垦建筑工程公司
甘肃省农垦建筑工程公司，是中华人民共和国甘肃省酒泉市玉门市下辖的一个类似乡级单位。

## 行政区划
甘肃省农垦建筑工程公司下辖以下地区：
虚拟社区。